# Cocalodes protervus
Cocalodes protervus là một loài nhện trong họ Salticidae.
Loài này thuộc chi Cocalodes. Cocalodes protervus được Tord Tamerlan Teodor Thorell miêu tả năm 1881.